# Вабля (Бучанський район)
Ва́бля — село в Україні, у Бучанському районі Київської області. Населення становить 235 осіб. Входить до складу Бородянської селищної громади.

## Історія
Село виникло на місці корчми Вабленської наприкінці 19 ст. Тоді на хуторі Вабля мешкало 2 особи.
За даними V Ревізії, станом на 1795 рік, слобідка Вабля належала до селища Нова Гребля. У Ваблі було 2 двори - Федченків і Бусолів. Всього 11 осіб.
За даними VII Ревізії, станом на 1816 рік у Ваблі мешкало 14 осіб - двори Бусолів, Білих та Руденків. Федченко та Рибка переведені у Бородянку.

## Географія
На північно-західній стороні від села річка Желізниця впадає у річку Ваблю.

## Галерея

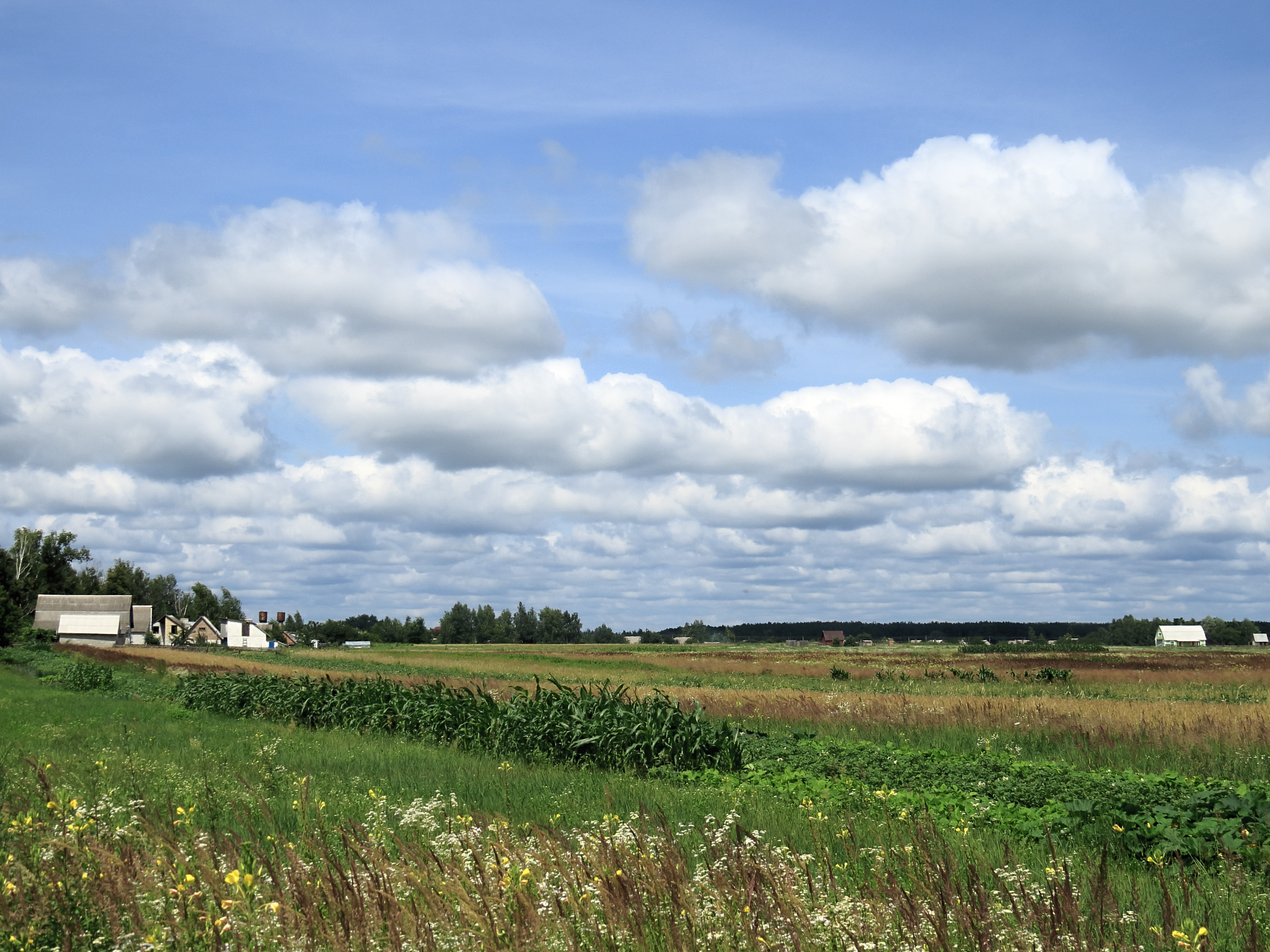
Вигляд села з боку Нової Греблі
Церква св. Димитрія Солунського
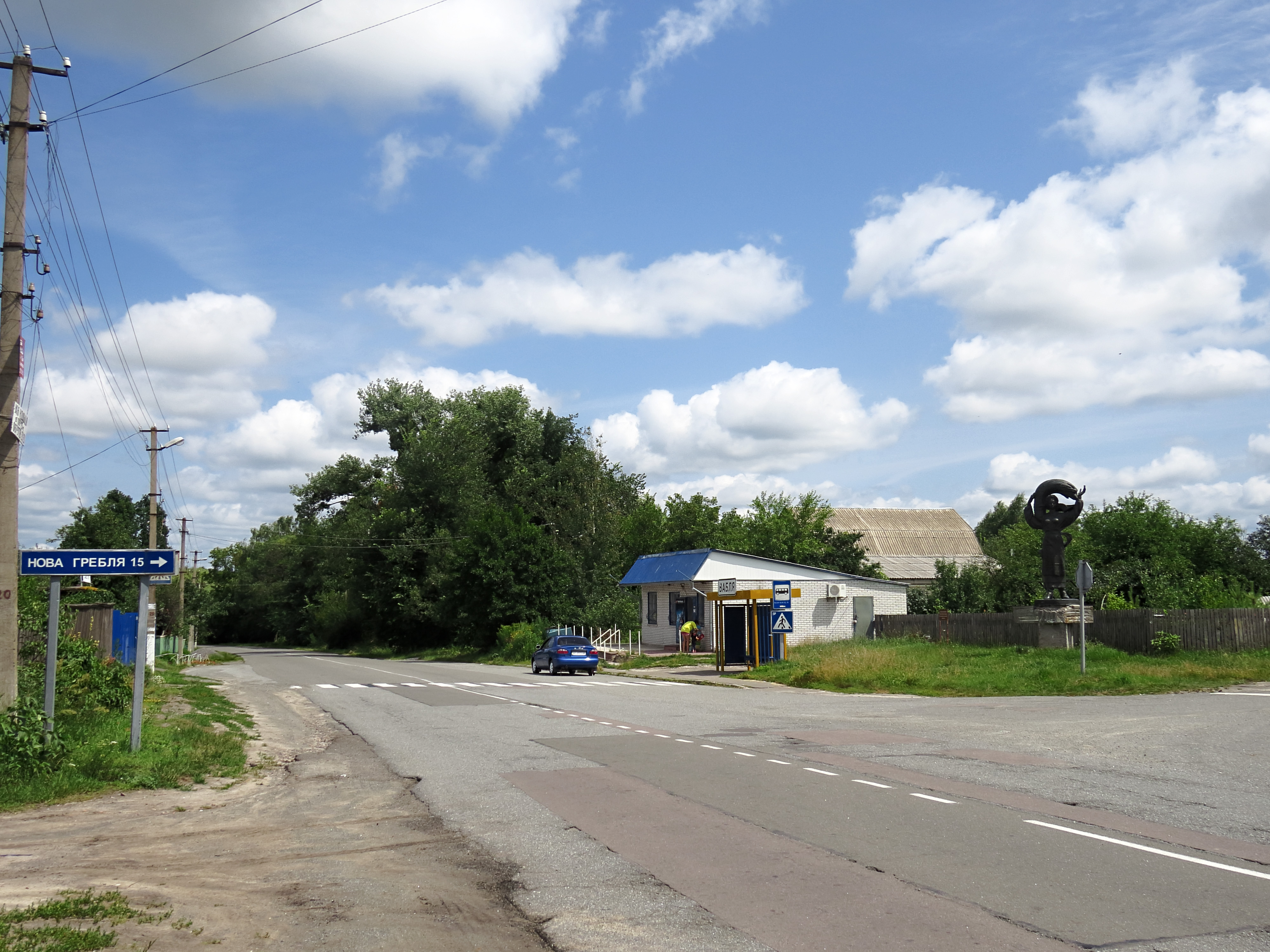
Перехрестя доріг Бородянка — Макарів (T1019) та Вабля — Пороскотень. Автобусна зупинка
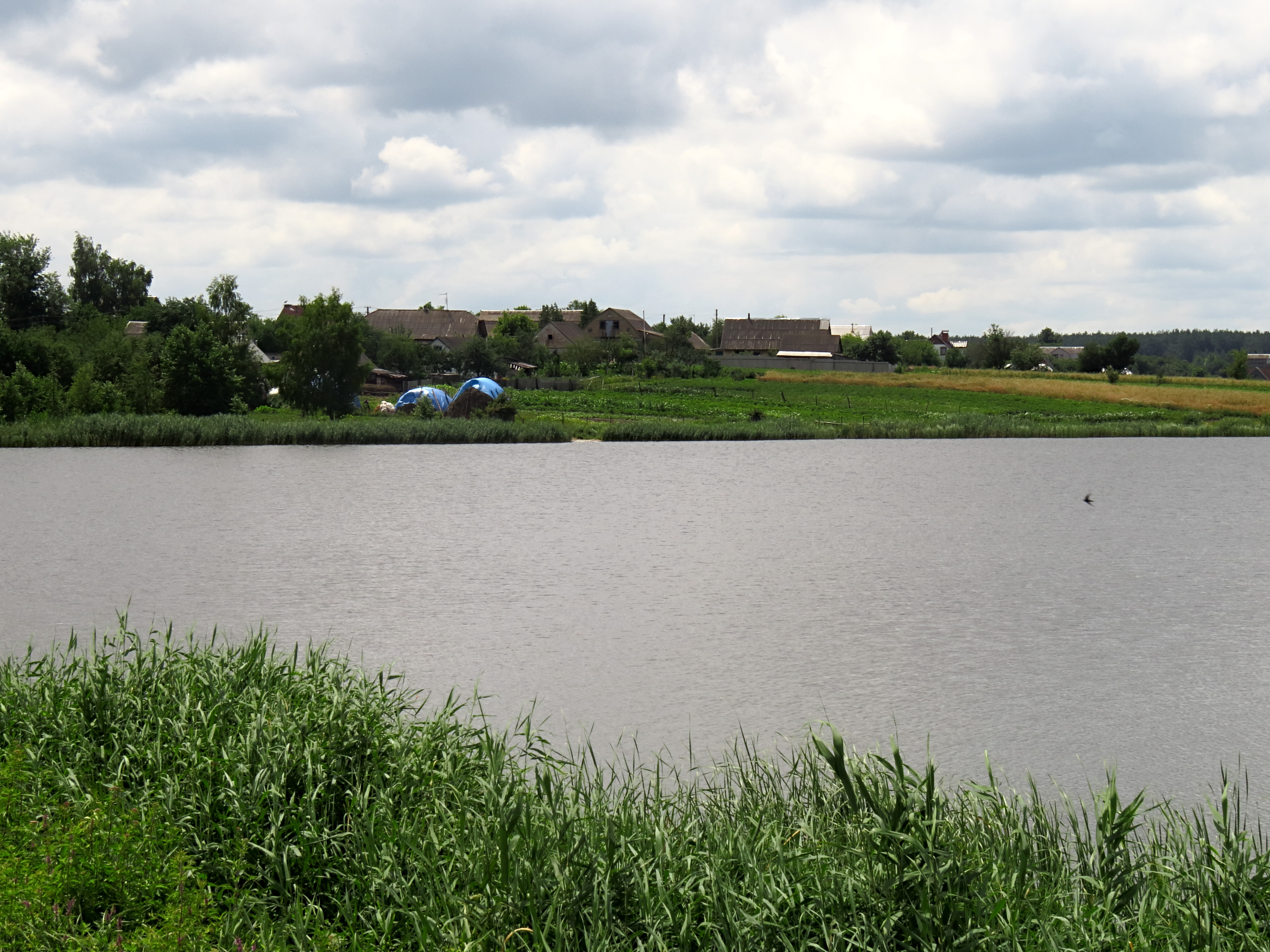
Північна частина села. Став на р. Вабля
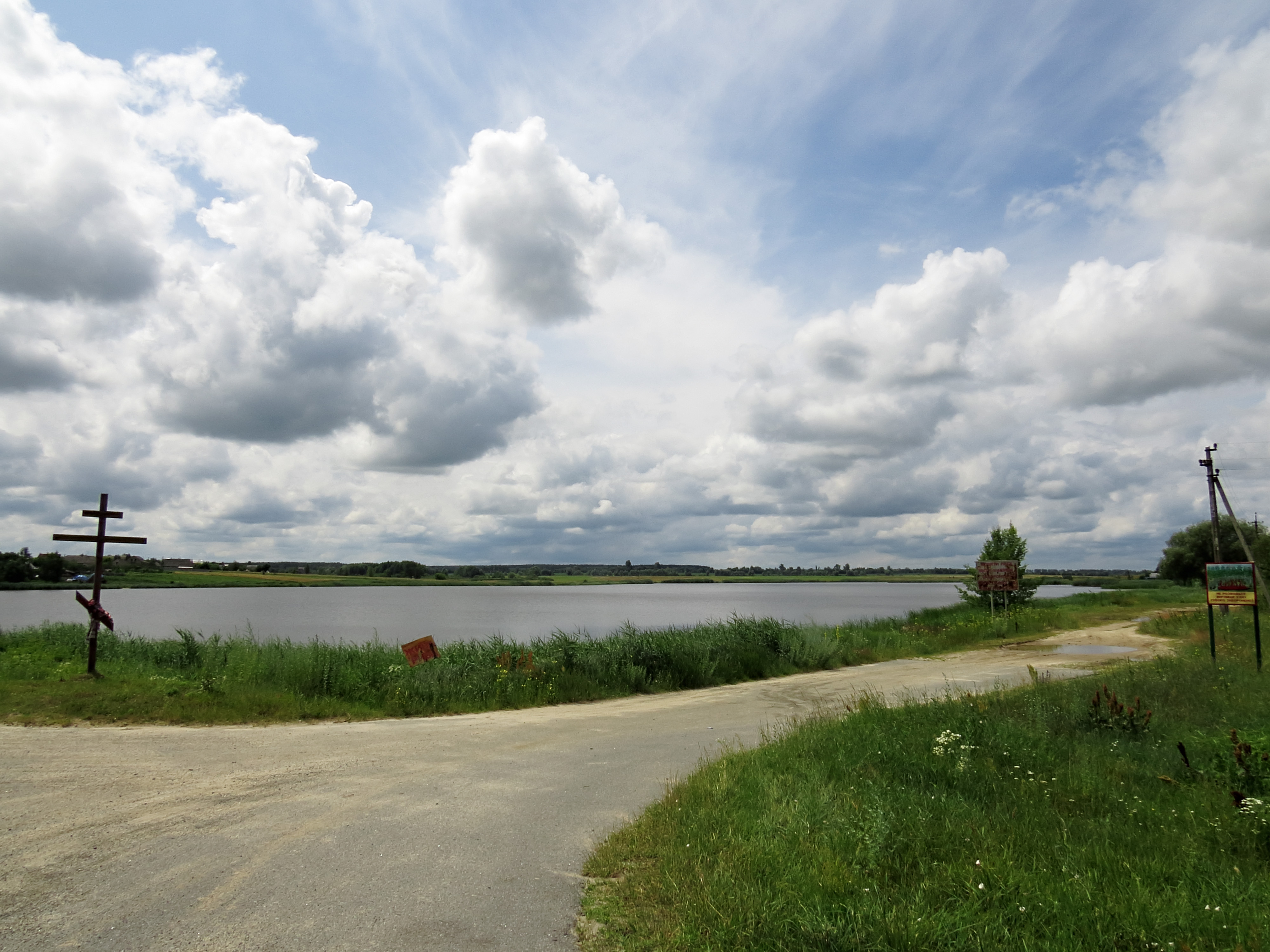
Став на р. Вабля
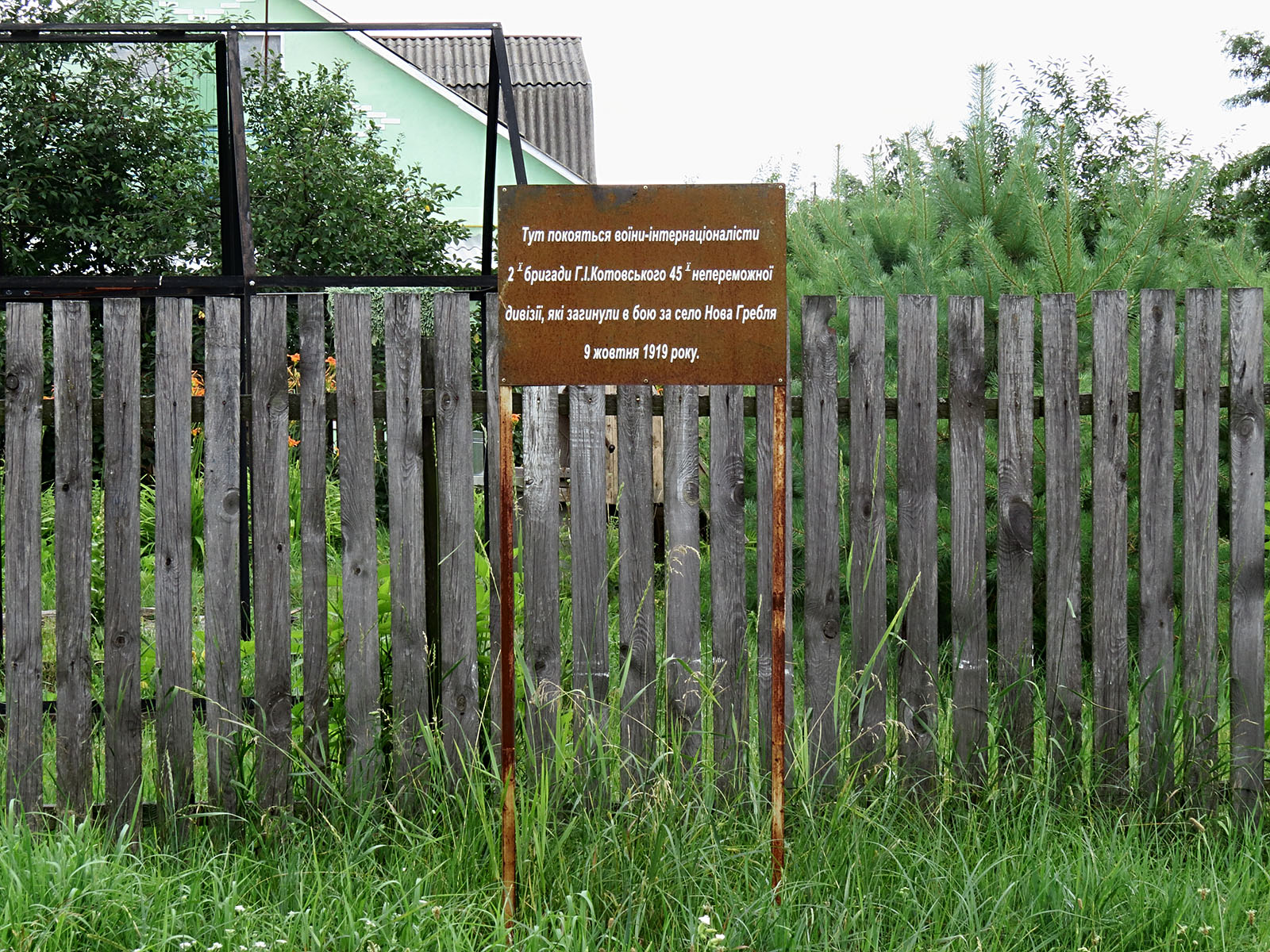
Пам'ятний знак котовцям біля зупинки
Скульптура біля зупинки
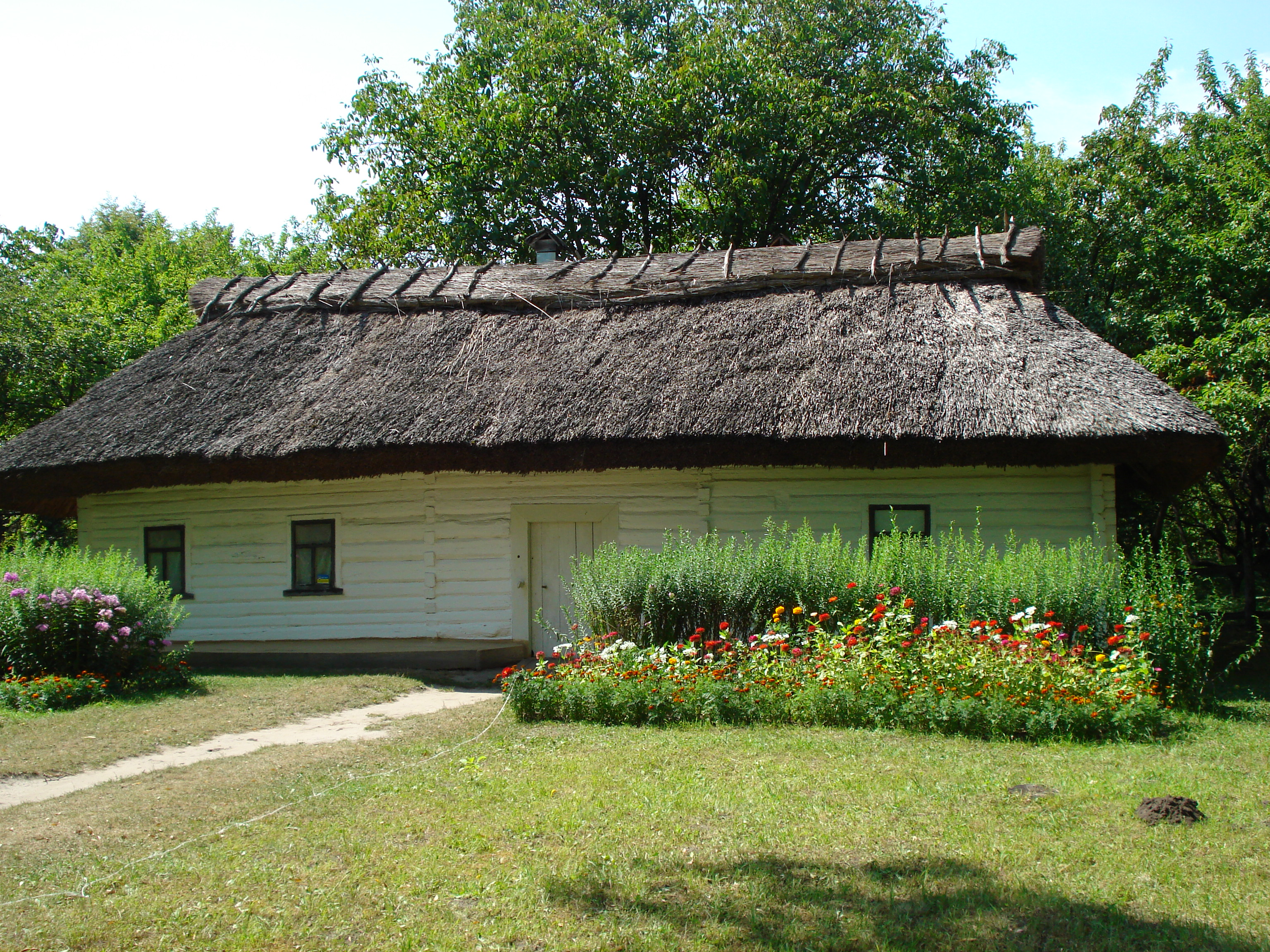
Поліська хата з села Вабля (кінець ХІХ століття). 1966 року перевезена до Музею народної архітектури та побуту Середньої Наддніпрянщини (Переяслав).

| Україна | Це незавершена стаття з географії України. Ви можете допомогти проєкту, виправивши або дописавши її. |